# Морске змијулице
Морска змијуљица (Petromyzon marinus) је паразитски паклар који настањује делове северне хемисфере.

## Опис
Морска змијуљица има тело попут јегуље, без упарених пераја. Уста су без вилице, округла и широка, шира од главе, док су јој зуби оштри и распоређени у много кружних узастопних редова. Иза ока имао 7 отвора шкрга, риба је маслинасто, браон и жуте боје на доњем и бочном делу телу са црним грудима, а светлије боје на трбуху. Одрасле јединке могу досећи дужину од 120 цм и тежину до 2,3 кг.

## Етимологија
Реч Petromyzon је од речи petro што означава „камен”, док myzon означава „сисати”, а marinus на латинском језику значи „од мора”.

## Распрострањеност и станиште
Врста настањује северне и западне пределе Атлантског океана уз обале Европе и Северне Америке у Средоземном мору и пределе уз обалу Великих језера. Откривена је на дубини од 4.000 м и подноси температуру 1–20 °C. Највећа европска попуалција налази се широм југозападних делова Европе (северни и централни Португал, северозапад Шпаније и запад и југозапад Француске). У овим европским земљама, дозвољен је риболов на морске змијуљице.

## Екологија и психологија
Морске змијуљице из својих језера или морских стнаишта мигрирају у реке на мрест. Женке полажу велики број јаја у гнезда која су претходно направили мужјаци у подлогама потока умерено јаке струје. Морске змијуљице се укопавају у песак и муљ на дну у мирним водама, низводно од места за мрештење и хране се планктонима и стељом. Након што проведе неколико годинама у слатководним стаништвима, морска змијуљица прелази у море или језера. У неким деловима Европе ова врста сматра се деликатесом, као што је Финска, а доступна је у Француској, Шпанији и Португалу.
Због животног циклуса пребацивања из слатке у слану воду и обрнуто, морске змијуљице подносе широк спектар салинитета. Промене у саставу мембране ове врсте утичу на кретање различитих јона кроз њу, мењајући количине компонената да би променили окружење мембране. Ова врста такође одржава хомеостазу на бази киселине. Када у њих доспе виши ниво киселине, морске змијуљице могу излучити вишак киселине брже од већине осталих рибљих врста које настањују слане воде и то у краћем временског периоду, при чему се највећи део преноса јона дешава на површини шкрге. Морске змијуљице паразитирају друге врсте и тако се хране. Геном ове врсте секвенциониран је 2013. године.
Морске змијуљице које настањују северна подручја имају највећи број хромозома (164—174) међу кичмењацима.

## Инвазивне врсте
Морске змијуљице сматрају се штеточинама у региону Великих језера. Врста је пореклом из језера Фингер и Шамплејн, а настањују и језеро Онтарио, где су први пут примећене тридесетих година 19. века. Сматра се да је чишћење канала Веланд 1919. године омогућило њихово ширење из језера Онтарио у језеро Ери. Врста се убрзо проширила у Мичигенско, Хјурон и Горње језеро, где је постала аутохтона врста током тридесетих и четрдесертих година 20. века.
У Великим језерима, морске змијуљице нападају домаће рибе попут језерске пастрмке, сива и језерске харинге, које се у прошлости никада нису суочавале са овом врстом. У Горњем језеру, језерска патрмска игра виталну улогу у екосистему и сматра се врховним предатором тог језера. Морске змијуљице имале су велику улогу у уништавању популације језерске пастрмке у овом језеру, чија је популација драстично опала, а однос између предатора и плена у овом екосистему постао је неуравнотежен. Због штетности морске змијуљице по екосистеме, постоје баријере и спречавање превеликог размножавања ове врсте, односно разбијање њихових јајашца, све у циљу очувања језерске пастрмке.